# Armando Martínez
Armando Martínez, född den 29 augusti 1961 i Majagua, Kuba, är en kubansk boxare som tog OS-guld i lätt mellanviktsboxning 1980 i Moskva. I finalen vann han med 4-1 över den sovjetiske boxaren Aleksandr Kosjkijn.